# 米爾福德 (伊利諾伊州)
米爾福德（英語：Milford）是位於美國伊利諾伊州易洛魁縣的一個村落。

## 地理
米爾福德的座標為40°37′42″N 87°41′46″W / 40.62833°N 87.69611°W，而該地最高點為海拔高度204米（即669英尺）。

## 人口
根據2010年美國人口普查的數據，米爾福德的面積為1.67平方千米，當中陸地面積為1.67平方千米，而水域面積為0.00平方千米。當地共有人口1306人，而人口密度為每平方千米782人。